# 김보정
김보정(1988년 12월 14일 ~ )은 대한민국의 배우이다.

## 학력
- 국민대학교 연극영화과 학사

## 연기 활동

### 드라마
- 2014년 ~ 2015년 SBS 저녁 일일연속극 《달려라 장미》 ... 금잔디 역
- 2015년 SBS 드라마 스페셜 《용팔이》 ... 김영미 역
- 2015년 ~ 2016년 SBS 주말 특별기획 드라마 《애인 있어요》 ... 송미애 역
- 2015년 SBS 드라마 스페셜 《마을 - 아치아라의 비밀》 ... 여경 역
- 2016년 SBS 드라마 스페셜 《돌아와요 아저씨》 ... 방영은 역
- 2016년 SBS 월화 미니시리즈 《낭만닥터 김사부》 ... 엄 간호사 역
- 2017년 SBS 월요 야간시트콤 《초인가족 2017》 ... 맹연우 역
- 2017년 OCN 오리지널 시리즈 드라마 《듀얼》 ... 류정숙 역
- 2017년 MBC 수목 미니시리즈 《병원선》 ... 박선화 역
- 2019년 KBS2 주말연속극 《사랑은 뷰티풀 인생은 원더풀》 ... 오덕희 역
- 2020년 KBS2 단막극 《KBS 드라마 스페셜 - 일의 기쁨과 슬픔》 ... 제니퍼 역
- 2021년 KBS2 월화 미니시리즈 《오월의 청춘》... 김민주 역
- 2021년 SBS 금토 미니시리즈 《지금, 헤어지는 중입니다》 ... 남나리 역
- 2023년 tvN 주말 미니시리즈 《무인도의 디바》 ... 홍연경 역
- 2025년 tvN 월화 미니시리즈 《금주를 부탁해》 ... 봉선화 역

### 영화
- 2014년 《해무》 ... 경구 티켓걸 역
- 2019년 《롱 리브 더 킹: 목포 영웅》 ... 희수 역
- 2020년 《오! 문희》... 서 대리 역

### 뮤지컬
- 2008년 11월 4일 ~ 2010년 2월 28일 《오! 당신이 잠든 사이》 ... 최민희 역
- 2013년 6월 6일 ~ 2013년 9월 1일《거울공주 평강이야기》 ... 병사1 역
- 2015년 3월 28일 ~ 2015년 3월 29일 《거울공주 평강이야기 - 김포》 ... 병사1 역
- 2016년 10월 7일 ~ 2016년 10월 30일 《쿵짝》 ... 옥희 역
- 2017년 11월 1일 ~ 2018년 1월 14일 《투모로우 모닝 Tomorrow Morning》 ... 캣 역
- 2023년 7월 12일 ~ 2023년 9월 3일 《그날들》 ... 사서 역 (예술의전당 오페라극장)

### 연극
- 2009년 12월 1일 ~ 2010년 1월 31일 《에쿠우스 - 연극열전 3》 ... 질 메이슨 역
- 2010년 2월 4일 ~ 2010년 3월 14일 《연극열전3 - 에쿠우스》 ... 질 메이슨 역
- 2010년 11월 19일 ~ 2010년 12월 5일 《산티아고 가는 길》 ... 은영 역
- 2012년 4월 24일 ~ 2012년 6월 6일 《M.Butterfly - 연극열전4》 ... 르네 / 소녀 역
- 2012년 7월 6일 ~ 2013년 2월 3일 《극적인 하룻밤》 ... 정시후 역
- 2012년 7월 6일 ~ 2013년 3월 3일 《너와 함께라면》 ... 작은딸 역
- 2013년 2월 22일 ~ 2013년 3월 24일 《극적인 하룻밤 - 부산》 ... 정시후 역
- 2013년 4월 20일 ~ 2013년 4월 20일 《너와 함께라면 - 여수》 ... 작은딸 역
- 2013년 7월 4일 ~ 2013년 7월 21일 《거짓말 게임》 ... 유리 역
- 2013년 11월 11일 ~ 2014년 1월 19일 《올모스트 메인간다 10주년 페스티발 간다GO》
- 2014년 1월 23일 ~ 2014년 2월 23일 《올모스트 메인간다 10주년 페스티발 간다GO》
- 2014년 5월 15일 ~ 2014년 8월 17일 《미스 프랑스》 ... 알리스 역
- 2014년 12월 5일 ~ 2015년 1월 4일 《바냐와 소냐와 마샤와 스파이크》 ... 니나 역
- 2015년 4월 11일 ~ 2015년 6월 7일 《M.Butterfly》 ... 르네 / 소녀 역
- 2015년 10월 15일 ~ 2016년 1월 3일 《뷰티풀 선데이》 ... 강은우 역
- 2016년 6월 14일 ~ 2016년 8월 15일 《사이레니아》 ... 모보렌 역
- 2016년 11월 29일 ~ 2017년 2월 5일 《꽃의 비밀》 ... 지나 역
- 2017년 2월 18일 ~ 2017년 2월 19일 《꽃의 비밀 - 제주》 ... 지나 역
- 2017년 2월 25일 ~ 2017년 2월 26일 《꽃의 비밀 - 광주》 ... 지나 역
- 2017년 3월 4일 ~ 2017년 5월 14일 《유도소년》 ... 화영 역